# スパルヴィエロ (軽偵察艦)
スパルヴィエロ（イタリア語: Sparviero）は、イタリア王国海軍のアクイラ級軽偵察艦の2番艦。ルーマニア王国海軍駆逐艦ヴィジェリェ（ルーマニア語: Vijelie）としてナポリで建造中のものを、第一次世界大戦参戦に伴って同級3隻と共にイタリアが取得し、軽偵察艦として竣工させた。戦後、ルーマニアが購入しマラシュティ級駆逐艦マラシュティ（ルーマニア語: Mărăşti）と命名、第二次世界大戦で運用した。1944年にソビエト連邦海軍に鹵獲され、ローフキィ（ロシア語: Ловкий）とされたが1945年にルーマニアへ返還されD1として再就役、1952年にD11と改名、1961年4月まで運用された。

## 艦歴
1913年、ナポリのパティソン造船所に発注、1914年1月29日に起工、建造進捗度50%であった1915年6月5日にイタリアによって接収された。接収後1917年3月25日に進水、7月15日に就役した。第一次世界大戦では、アドリア海で運用された。
1919年11月17日、ルーマニアによって購入が決定された。1920年7月1日、ニッビオと共にルーマニア海軍籍となり、マラシュティと改名された。
1925年から翌年にかけて改装が行われ、主砲が152mm砲3門から120mm砲5門に交換され、76mm砲2門を減じた。さらに第二次世界大戦期には主砲を1門減じ、76mm砲2門を降ろし、37mm対空砲4門、20mm対空砲4門、13.2mm連装機銃2基4門、爆雷投射装置を備えた。
1944年8月、ソビエト連邦海軍に鹵獲されローフキィと改名。1945年10月にルーマニアへ返還され、1948年にはD1、1952年にD11と改名されたマラシュティは、1961年4月まで運用された。1963年に除籍、翌1964年に解体。

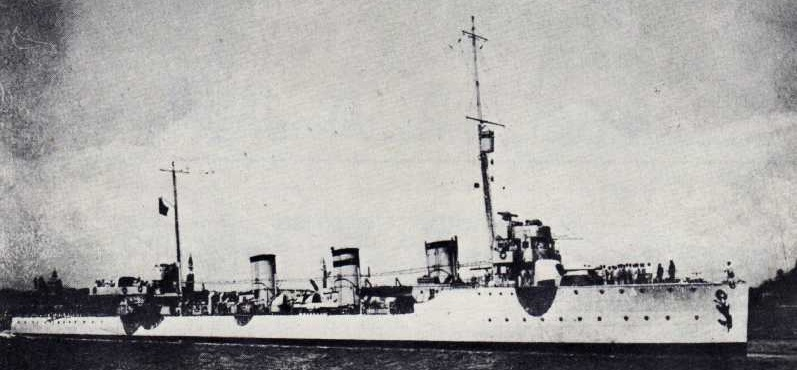
1918年のスパルヴィエロ
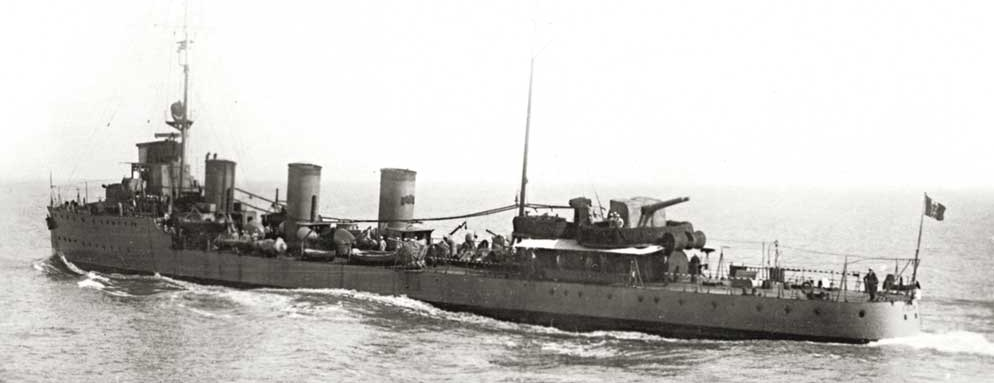
1944年のマラシュティ

## 第二次世界大戦

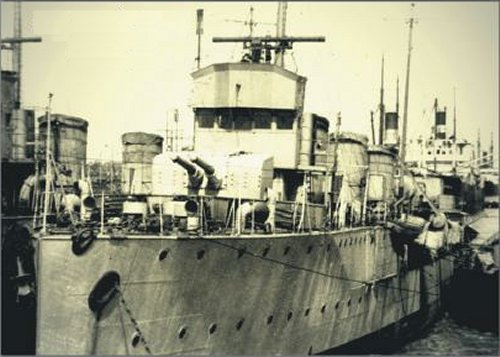
マラシュティ

### 要目[7][8]
- 艦種: 駆逐艦/嚮導艦
- 起工: 1914年, イタリア・ナポリ パティソン社
- 進水: 1917年-1918年
- 竣工: 1920年
- 修理: ガラツィ 造船所, ルーマニア, 1925年[9]
- 除籍: 1963年

- 排水量: 1,750 t (満載)/1,432 t(常備)
- 全長: 94.2m
- 幅: 9.5m
- 吃水: 3.5m
- 乗員: 139

- 出力: 45,000hp, 2軸
- 速力: 34 kt
- 航続距離: 15kn/1,700海里
- 兵装 (第二次世界大戦):[10] 120 mm SCA 装砲 (2基4門), 76 mm 高角砲 (2門), 37 mm SK C/30 高角砲 (2門), 20 mm エリコン 機関砲 (4門), 457mm2連装魚雷発射管×2 門, 爆雷投射機×2 門

### 活動成果[11]
- レニングラード級駆逐艦1損傷
- 航空機2破壊